# Cowboys & Aliens (banda desenhada)
Cowboys & Aliens é uma graphic novel do gênero weird west (um misto de faroeste e ficção científica) Scott Mitchell Rosenberg, ambientada no Velho Oeste americano e escrita por Fred Van Lente e Andrew Foley, com desenhos de Dennis Calero e Luciano Lima.

## História
O fundador da Malibu Comics, Scott Mitchell Rosenberg, pretendia adaptar em Hollywood,  as histórias de Tex Willer, personagem publicado pela editora italiana Bonelli e que já havia sido adaptado em 1985 em Tex e il signore degli abissi, estrelado por Giuliano Gemma, com a recusa dos estúdios americanos, concebeu a ideia de Cowboys & Alien em 1997 e subsequentemente viu seu potencial para uma adaptação cinematográfica. Em maio de 1997, a Walt Disney Pictures e a 20th Century Fox lutaram para conseguir os direitos para um filme, porém a Universal Pictures e a DreamWorks se juntaram em compraram os direitos. Rosenberg formou o Platinum Studios para ajudar a produzir o filme, e Steve Oedekerk foi contratado no mesmo mês para escrever, produzir e dirigir uma adaptação. Ele planejou começar a trabalhar no roteiro após completar o roteiro de Nutty Professor II: The Klumps, porém saiu por estar interessado em trabalhar em The Incredible Mr. Limpet. Em 2004, os direitos do filme foram adquiridos pela Columbia Pictures, que não levou o projeto para além do desenvolvimento.
Em 2006, Rosenberg publicou Cowboys & Aliens como uma graphic novel. No ano seguinte, a Universal e a DreamWorks se juntaram novamente para adaptar Cowboys & Aliens em um filme. Em junho de 2008, Robert Downey, Jr. entrou em negociações para estrelar o filme como Zeke Jackson, um antigo pistoleiro do Exército da União. Enquanto Downey, Jr. trabalhava em Iron Man 2, ele disse ao diretor Jon Favreau sobre Cowboys & Aliens. Favreau investigou o projeto, e em setembro de 2009 ele se juntou ao projeto como diretor. Downey, Jr. deixou o projeto em janeiro de 2010 para estrelar Sherlock Holmes: A Game of Shadows, e no mesmo mês, Daniel Craig foi contratado para substituí-lo. Favreau disse que a interpretação de Craig como James Bond "trazendo certa virtuosidade". Ele também descreveu Craig como "de um lado, ele é esse tipo de Jason Bourne, um galã que também é um personagem letal, porém do outro lado, ele também tem muita humanidade e vulnerabilidade".
Em abril de 2010, Harrison Ford se juntou ao elenco. Favreau escolheu Craig e Ford porque ambos os atores se encaixavam em papéis de ação-aventura, dessa forma os personagens não seriam vista como muito cômicos. O diretor comparou for com John Wayne em ter "um senso de história" com o ator e o papel. Antes de Cowboys & Aliens, o único faroeste de Ford havia sido The Frisco Kid em 1979. Apesar de Ford ser conhecido por interpretar Indiana Jones, os cineastas queriam evitar dar-lhe um chapéu que lembrasse o público de Indiana Jones. O roteirista Alex Kurtzman disse, "nós temos de ter certeza que—sem trocadilhos—tirariamos o chapéu para a iconografia de Harrison Ford e apresentaríamos ao público uma versão diferente".
Olivia Wilde foi escolhida para um dos papéis principais, e Favreau chamou a personagem de Wilde como a chave do filme. Sam Rockwell foi contratado para o papel coadjuvante de Doutor. O personagem foi descrito como um grande mexicano no roteiro original, porém quando Favreau e os roteiristas descobriram o interesse de Rockwell no filme, eles reconsideraram e expandiram o papel. O próprio Favreau é conhecido por aparecer em seus próprios filmes, porém para Cowboys & Aliens eles escolheu não fazer nenhuma aparição para não afetar o tom do filme.

## Enredo
Em 1873, Zeke Jackson, um caubói que é surpreendido pela queda de uma nave alienígena enquanto protegia uma caravana de um ataque apache, com a ajuda de sua parceira, Verity. A chegada dos mostrengos colonizadores gera uma previsível aliança entre os dois grupos adversários contra o inimigo em comum.

## Adaptação para o cinema
Jon Favreau dirige a adaptação cinematográfica da graphic novel pela Universal Pictures e DreamWorks, estrelada por Daniel Craig, Harrison Ford, Olivia Wilde, Sam Rockwell, Noah Ringer, Paul Dano, Ana de la Reguera, e Clancy Brown. O filme foi produzido por Ron Howard, Brian Grazer, os roteiristas Alex Kurtzman e Roberto Orci, e o diretor do Platinum Studios e criador da graphic novel, Scott Mitchell Rosenberg. Steven Spielberg e o diretor Favreau atuaram como produtores executivos. O nome de Zeke Johnson foi mudado para Jake Lonergan no filme.
O filme foi lançado em 29 de julho de 2011.

## Sequência em Webcomics
Cowboys and Aliens: Worlds at War (ou Cowboys & Aliens II) é uma sequência on-line da graphic novel lançada em 2007. Foi escrita por Alana Joli Abbott.